# برانیگان (فیلم)
برانیگان (انگلیسی: Brannigan) فیلمی در ژانر جنایی و مهیج است که در سال ۱۹۷۵ منتشر شد.

## بازیگران
- جان وین
- ریچارد اتنبرا
- جودی گیسون
- مل فرر
- جان ورنن
- رالف میکر
- لسلی-آنه داون
- آرتور بتنایدز
- بری دنن